# Tetraciklinski antibiotik
Tetraciklinski antibiotiki oziroma tetraciklini so skupina antibiotikov s širokim spektrom delovanja, ki se vežejo na ribosomsko podenoto 30 S in zavirajo sintezo beljakovin pri bakterijah. Mednje spadajo na primer demeklociklin, doksiciklin, klortetraciklin, metaciklin, minociklin, oksitetraciklin, rolitetraciklin, tigeciklin. Tetraciklini so bodisi izolirani neposredno iz nekaterih vrst bakterij iz rodu Streptomyces bodisi polsintetsko pripravljeni iz spojin, pridobljenih iz teh bakterij. Sestavljeni so iz štirih linearno kondenziranih šestčlenskih obročev (A, B, C in D), na katere so pripete različne funkcionalne skupine. Poimenovanje temelji na kemijski zgradbi: zgrajeni so iz štirih ("tetra-") ogljikovih obročev ("-cikl-"). Kemijsko spadajo med poliketide. Med seboj se razlikujejo po raličnih funkcionalnih skupinah (klorove, metilne in hidroksilne), pripetih na kondenzirane obroče, ki ne vplivajo na protimikrobni spekter delovanja (razen pri novejših tetraciklinih, kot sta eravaciklin in tigeciklin), pač pa na farmakokinetične značilnosti, kot sta razpolovni čas in vezava na plazemske beljakovine.
Odkrili so jih v 40-ih letih dvajsetega stoletja kot učinkovine z delovanjem na številne mikrobe, kot so grampozitivne bakterije, gramnegativne bakterije, klamidije, mikoplazme, rikecije in praživalski zajedavci. Tetraciklin so odkrili kasneje kot klortetraciklin in oksitetraciklin, vendar velja za izhodiščno molekulo, zlasti iz izrazoslovnih razlogov. V času po njihovem odkritju so predstavljali širokospektralne antibiotike, učinkovite proti številnim bakterijam, vendar je kasneje začelo pri več bakterijah prihajati do pojava odpornosti.
Tetraciklini so med cenejšimi antibiotiki in se uporabljajo za preprečevanje in zdravljenje okužb tako pri človeku kot živalih, v subterapevtskih odmerkih pa tudi v živalski krmi kot pospeševalci rasti.

## Klinična uporaba
Tetraciklini se uporabljajo na primer za zdravljenje okužb sečil, dihal in prebavil, okužbe s klamidijo ... Uporabljajo se zlasti pri bolnikih, ki so alergični na betalaktamske antibiotike in makrolide, vendar njihovo uporabo omejuje pogosto prisotna odpornost povzročiteljev proti tetraciklinom.
Pogosto se uporabljajo tudi za zdravljenje hujše oblike aken in  rozacee.
Anaerobne bakterije so manj občutljive na tetraciklin v primerjavi z aerobnimi.
Doksiciklin je tudi učinkovit pri preprečevanju vraničnega prisada, ki ga povzroča bakterija Bacillus anthracis. Učinkovit je tudi proti bakteriji Yersinia pestis, ki je povzročitelj bubonske kuge. Uporablja se tudi za preprečevanje in zdravljenje malarije ter zdravljenje elefantiaze.
Tetraciklini predstavljajo zdravilo izbora pri zdravljenju okužb, ki jih povzročajo klamidije (trahom, psitakoza, salpingitis, uretritis in klamidijski limfogranulom) in  rikecije (tifus, pegavica Skalnega gorovja), ter pri brucelozi in okužbah s spirohetami (sifilis in lymska borelioza). Uporabljajo se tudi v veterinarski medicini.
Tigeciklin se uporablja za zdravljenje zapletenih okužb kože, podkožja in v trebušni votlini ter tudi hudih bolnišničnih okužb.

## Neželeni učinki
Tetraciklini veljajo za teratogene, saj lahko ob uporabi v nosečnosti povzročijo pri otroku obarvanost zob, ko le-ti izrastejo. To velja za uporabo po 18. tednu nosečnosti; v zgodnejših tednih kaže, da je uporaba varna. Obarvanost zob lahko povzroči tudi uporaba pri dojenčnih in otrocih do 8. leta starosti, v redkejših primerih pa se pojavi tudi pri odraslih.
Povzročijo lahko fotosenzitivnost oziroma zvečano dovzetnost kože za sončne opekline. Pri nekaterih bolnikih delujejo škodljivo na jetra ter lahko povzročijo jetrno steatozo.

## Uporaba s hrano
Za peroralno uporabo so primernejši bolje vodotopni, kratkodelujoči tetraciklini (tetraciklin, klortetraciklin, oksitetraciklin, demeklociklin in metaciklin), ki jih je treba zaužiti s polnim kozarcem vode, in sicer vsaj dve uri pred obrokom ali dve uri po njem. Večina tetraciklinov se namreč lahko veže na določene snovi v hrani (magnezij, aluminij, železo in kalcij), s čimer se zmanjša njihovo vsrkavanje (absorpcija) iz prebavil. Predvsem se je treba v delu dneva, ko se zaužije tetraciklin, izogibati zaužitju antacidov, mlečnih izdelkov in pripravkov, ki vsebujejo železo. Doksiciklin in minociklin se lahko uporabita sočasno s hrano, vendar ne skupaj z antacidi, železovimi ali kalcijevimi dodatki.

## Mehanizem delovanja
Tetraciklini delujejo protibakterijsko tako, da se vežejo na ribosomsko podenoto 30 S v bakterijskih celicah in zavirajo sintezo beljakovin.

## Predstavniki
| Učinkovina      | Izvor:       | Razpolovni čas:         | Opombe |
| --------------- | ------------ | ----------------------- | --- |
| Tetraciklin     | naravni      | 6–8 h (kratek)          | |
| Klortetraciklin | naravni      | 6–8 h (kratek)          | |
| Oksitetraciklin | naravni      | 6–8 h (kratek)          | |
| Demeklociklin   | naravni      | 12 hours (srednje dolg) | |
| Limeciklin      | polsintetski | 6–8 h (kratek)          | |
| Meklociklin     | polsintetski | 6–8 h (kratek)          | (umaknjen s trga) |
| Metaciklin      | polsintetski | 12 h (srednje dolg)     | |
| Minociklin      | polsintetski | > 16 h (dolg)           | |
| Rolitetraciklin | polsintetski | 6–8 h (kratek)          | |
| Doksiciklin     | polsintetski | > 16 h (dolg)           | |
| Tigeciklin      | polsintetski | > 16 h (dolg)           | |
| Eravaciklin     | sintetski    | > 16 h (dolg)           | (prvotno poimenovan TP-434) novejši tetraciklin, odobren za uporabo pri zapletenih okužbah trebušne votline |
| Sareciklin      | polsintetski | > 16 h (dolg)           | (prvotno poimenovan WC 3035) v ZDA so ga leta 2018 odobrili za zdravljenje zmerno hudih do hudih oblik aken; gre za ozkospektralni antibiotik |
| Omadaciklin     | polsintetski | > 16 h (dolg)           | (prvotno poimenovan PTK-0796) v ZDA so ga leta 2018 odobrili za zdravljenje zunajbolnišnične pljučnice in akutnih okužb kože in kožnih struktur; v Evropski uniji pa se je podjetje odločilo za umik vloge za dovoljenje, in sicer zaradi pričakovane nedonosnosti |